# Liroetiella bicolor
Liroetiella bicolor es una especie de insecto coleóptero de la familia Chrysomelidae.
Fue descrita científicamente en 1989 por Kimoto.